# الخارج القريب

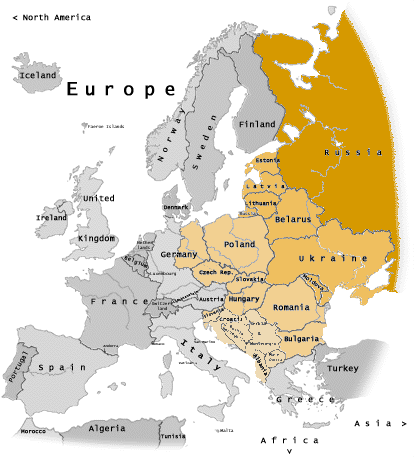
خريطة توضح الانقسام الجغرافي قبل عام 1989 بين "الغرب" (باللون الرمادي) و"الكتلة الشرقية" (باللون البرتقالي)، مع تراكب الحدود الحالية.

الخارج القريب (بالروسية: ближнее зарубежье) مصطلح متداول في سياسة روسيا والجمهوريات الوليدة عقب حل الاتحاد السوفيتي، ويقصد بها تلك الدول التي تدار في مجملها من خلال أنظمة دكتاتورية.
استعملها أول وزير خارجية لروسيا الحديثة أندريه كوزيريف للتشديد على أحقية نفوذ روسيا في تلك الدول. واستعملها أيضا يفكيني بريماكوف. ولاحقا أعلن فلاديمير بوتين أنها محورية بالنسبة لروسيا حيث أنها تعد امتدادها الاستراتيجي أو «نطاق تأثيرها».
والدول المقصودة تقع في البلطيق وأوروبا الشرقية والقوقاز وآسيا الوسطى.